# Ática (editora)
A Editora Ática é uma editora que está entre as líderes no setor de livros escolares no Brasil. A empresa, que contabiliza hoje mais de 2300 títulos em catálogo e cerca de 1100 autores diferentes, fez história com obras e coleções que marcaram época. Um dos mais famosos exemplos é a Coleção Vagalume.
Ao longo de mais de quatro décadas, a editora introduziu práticas, conceitos e técnicas inovadoras. Uma dessas inovações foi o "Livro do Professor", que trazia textos de orientação didática, propostas de dinâmica de grupo e planejamento dos conteúdos, além das respostas para os exercícios dos alunos.

## Histórico
Em 15 de outubro de 1956, foi fundado o Curso de Madureza Santa Inês, para a educação de jovens e adultos, pelos irmãos Anderson Fernandes Dias e Vasco Fernandes Dias Filho e pelo amigo Antonio Narvaes Filho. Com o passar do tempo, mediante o crescente número de alunos, o mimeógrafo tornou-se insuficiente para imprimir as apostilas, e em 1962 foi criada a Sociedade Editora Santa Inês Ltda. (Sesil).
Anderson Fernandes Dias, porém, defendeu a criação de uma editora. Assim, a Editora Ática surgiu em agosto de 1965, e no ano seguinte, já apresentava 20 títulos em seu catálogo.
Começaram a produzir manuais para professores e, em 1970, havia uma tiragem de 400 mil exemplares de estudo dirigido de português, e o livro foi bem acolhido pelo público, e a Editora não parou mais de investir, diversificando sua linha editorial.
Em 1999, a Ática foi comprada pela Editora Abril, numa parceria com o grupo francês Vivendi.
Em 2002, a Vivendi vendeu suas empresas do ramo de publicações para o grupo francês Lagardère, mas a Editora Ática ficou fora dessa transação comercial.
Em 2003, os dois acionistas controladores da Ática – Abril e Vivendi – puseram novamente a Editora à venda. Após um ano de negociações, foram adquiridos pela Editora Abril, em fevereiro de 2004, os ativos financeiros da Vivendi, tornando-se a sócia majoritária da Editora Ática, inaugurando uma nova fase na história da empresa, que passou a fazer parte da Abril Educação. No início de 2005, a editora passou a funcionar no prédio do Edifício Abril, na Marginal Tietê. Entre 2013 e 2022 (?) ela se instala no Birmann 21 na Marginal Pinheiros.